# مسجد توران شاه (قشم)
مسجد توران شاه در شهر قشم در بخش مرکزی از توابع شهرستان قشم و از نقاط دیدنی استان هرمزگان در جنوب ایران است.
«مسجد توران شاه» جزیره قشم . به روزگار شورش مغول و هرج و مرج آن دوران، گویا طایفه‌ای که رئیس آن «توران» نامی بوده‌است، به جزیره قشم آمده و بارگاه، مسجد و حمامی و نام شاهی بر خود نهاده و به توران شاه، سرشناس شده‌است.
آبادی توریان، در جزیره قشم، یادگار آن دوره‌است. در مسجد توران شاه آبادی توریان، منبر چوبی آیینه کاری وجود داشته که به سال ۱۱۱۵ هجری قمری در اثر زلزله شدیدی که مسجد و بارگاه ویران شده‌اند، منبر هم در زیر خاک دفن شده بوده‌است. پس از مدتی بارگاه و مسجد را می‌کاوند و منبر را از زیر خاک بیرون می‌آورند و شکسته‌های منبر را در مسجد رمکان می‌گذراندکه هنوز بر جای است. 